# Macintosh-II-Serie
Die Macintosh-II-Serie  umfasste ab 1987 die seinerzeit leistungsstärksten Computer von Apple, die vor allem im professionellen Bereich genutzt wurde. Die Serie umfasste acht Modelle. Das erste Modell, der Macintosh II, wurde am 2. März 1987 vorgestellt. Am 19. Oktober 1992 erschienen die letzten Modelle: Macintosh IIvi und IIvx. Mit der Produktionseinstellung des IIvx am 21. Oktober 1993 endete die Serie. Die Rechner waren in der Regel mit einem Motorola 68030 ausgestattet, Ausnahme war der zuerst vorgestellte Macintosh II mit einem Motorola 68020. Die Serie wurde ab 1991 schrittweise von der Macintosh-Quadra-Serie abgelöst.

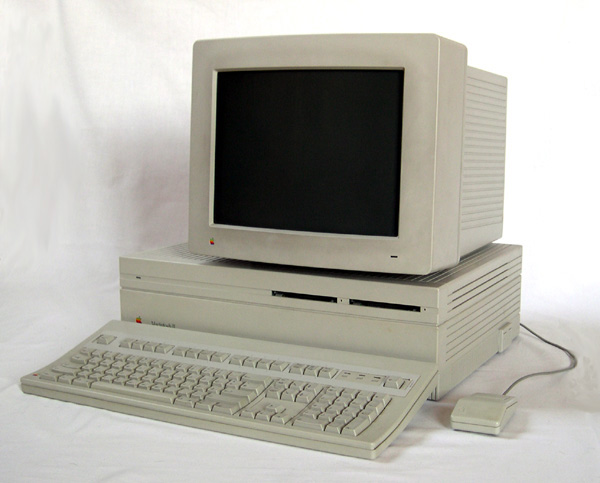
Macintosh II
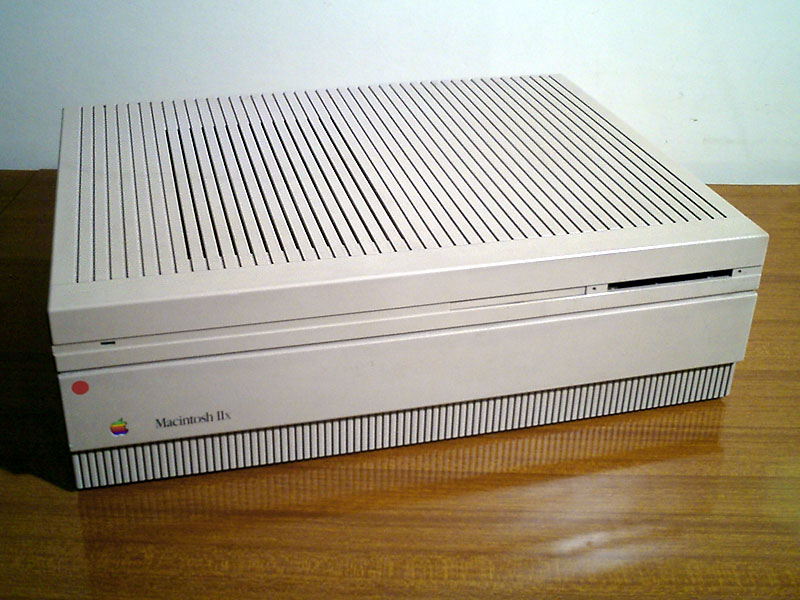
Macintosh IIx
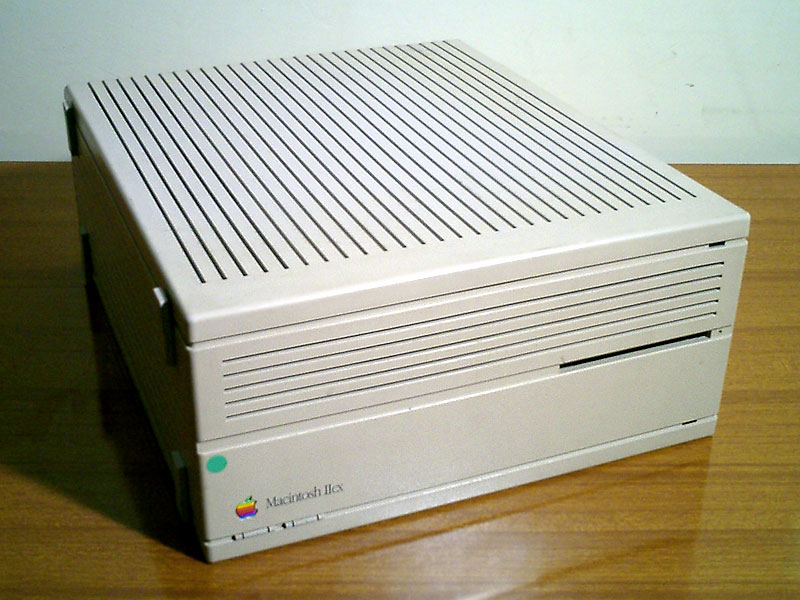
Macintosh IIcx
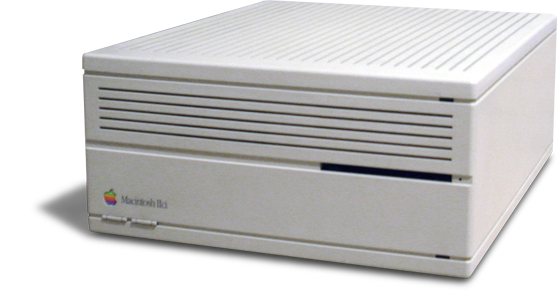
Macintosh IIci
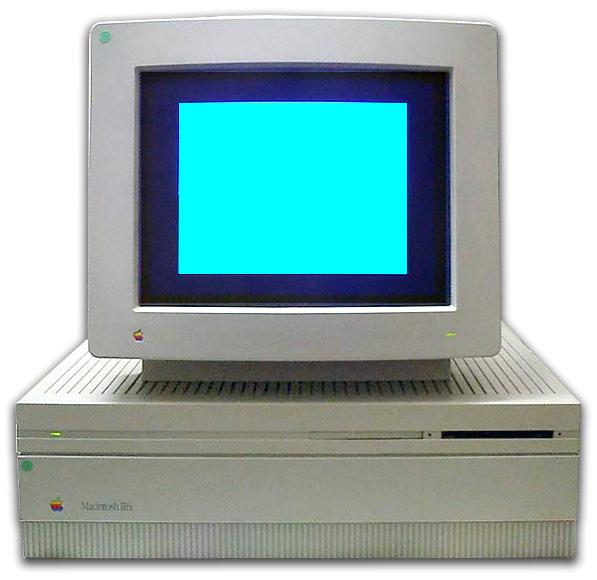
Macintosh IIfx
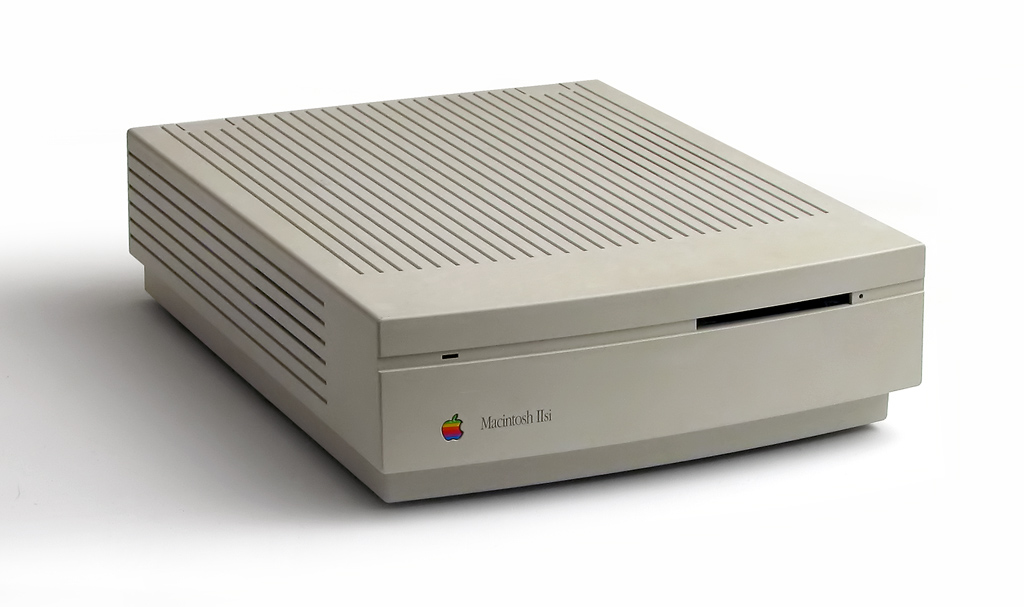
Macintosh IIsi
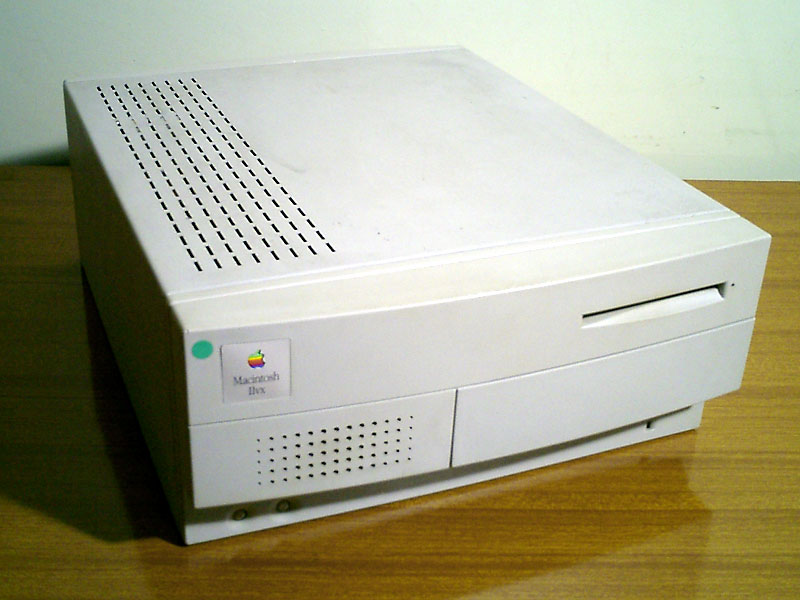
Macintosh IIvx
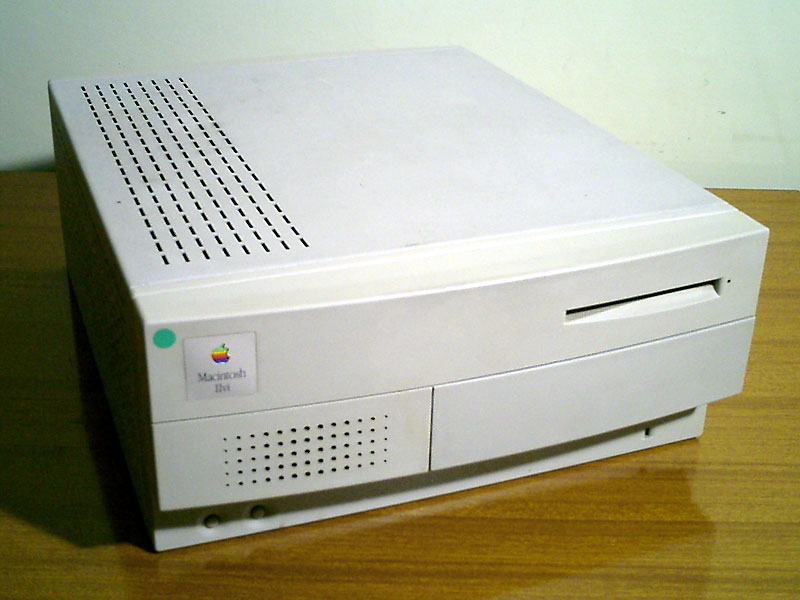
Macintosh IIvi